# Cypripedium henryi
The Henry's Cypripedium (Cypripedium henryi) là một loài lan trong chi Cypripedium.